# Nekrolog Juli 2013
Nekrolog
◄◄
| ◄
| 2009
| 2010
| 2011
| 2012
| 2013 | 2014 | 2015 | 2016 | 2017 | ► | ►►
Januar |
Februar |
März |
April |
Mai |
Juni |
Juli |
August |
September |
Oktober |
November |
Dezember 2013
Weitere Ereignisse | Allgemeiner Nekrolog 2013
Die Beschreibung der verstorbenen Person sollte so kurz wie möglich gehalten sein und nur deren signifikante Tätigkeit(en) enthalten.
Neue Namen ggf. auch unter dem Geburts- und Sterbedatum, also etwa unter 1. Januar und im Geburts- und Sterbejahr (2024) eintragen (nur bei entsprechender großer Wichtigkeit). Für Beispiele siehe die schon vorhandenen Artikel.
Außerdem über die fünf zuletzt Verstorbenen, zu denen es einen ausreichend guten Artikel für eine Präsentation auf der Hauptseite gibt, nach der todesbedingten Überarbeitung der Artikel ggf. auch unter Wikipedia Diskussion:Hauptseite informieren und sie am besten auch in den anderen Wikipedia-Sprachversionen eintragen. Tipp: Regelmäßig bei news.google.de nach „ist tot“, „gestorben“ oder „verstorben“ suchen.
Wenn eine Person gestorben ist, gibt es viele Seiten zu dieser Person in der Wikipedia, die davon auch betroffen sind und entsprechend aktualisiert werden müssen. Beispiele: Namenübersichtsseite, Geburtsjahr, Geburtsort-Seiten und viele mehr.
Wie finde ich die betroffenen Seiten?
Im Suchfeld auf der linken Seite gibt man den Suchbegriff so ein: „Vorname Nachname“. Dann klickt man auf Volltext und alle Seiten mit entsprechendem Suchtext werden aufgerufen. Hier sieht man dann schnell, wo auch das Todesjahr Sinn macht oder sogar ein Teil des Artikels angepasst werden muss. Auch hilft das „Werkzeug“ auf der linken Seite sehr gut, um solche Seiten aufzufinden: „Links auf diese Seite“. Somit ist die Wikipedia wieder aktuell in allen Bereichen! Hinweis: bei Eintragung der Kategorie „Gestorben JAHR“ wird der Missbrauchsfilter 49 ausgelöst, was jedoch nicht schlimm ist. Siehe: Spezial:Missbrauchsfilter/49
Dies ist eine Liste von im Juli 2013 verstorbenen bekannten Persönlichkeiten. Die Einträge erfolgen innerhalb der einzelnen Daten alphabetisch sortiert. Tiere sind im Nekrolog für Tiere zu finden.

## Juli
| Tag      | Name                                  | Beruf, bekannt als                                                              | Alter | Beleg        |
| -------- | ------------------------------------- | ------------------------------------------------------------------------------- | ----- | ------------ |
| 1. Juli  | Sidney Berry                          | US-amerikanischer Generalleutnant und Militärausbilder                          | 87    |              |
| 1. Juli  | Victor Engström                       | schwedischer Bandyspieler                                                       | 24    |              |
| 1. Juli  | Chuck Foley                           | US-amerikanischer Spieleautor                                                   | 82    |              |
| 1. Juli  | Rolf Graf                             | norwegischer Sänger und Komponist                                               | 53    |              |
| 1. Juli  | William H. Gray                       | US-amerikanischer Politiker                                                     | 71    |              |
| 1. Juli  | Siegfried Hafner                      | österreichischer Bildhauer                                                      | 88    |              |
| 1. Juli  | Paul Jenkins                          | US-amerikanischer Schauspieler                                                  | 74    |              |
| 1. Juli  | Keiji Kikkawa                         | japanischer Physiker                                                            | 77    |              |
| 1. Juli  | Hanna Leisker                         | deutsche Gold- und Silberschmiedin                                              | 97    |              |
| 1. Juli  | Ulrich Matschoss                      | deutscher Schauspieler                                                          | 96    |              |
| 1. Juli  | Maarten van Roozendaal                | niederländischer Sänger und Songwriter                                          | 51    |              |
| 1. Juli  | Reinhard Schamuhn                     | deutscher Aktionskünstler                                                       | 73    |              |
| 1. Juli  | Franz Siepe                           | deutscher Publizist                                                             | 58    | [ 1 ]        |
| 1. Juli  | Gerhard Söhnke                        | deutscher Diplomat                                                              | 96    |              |
| 1. Juli  | René Sparenberg                       | niederländischer Hockeyspieler                                                  | 94    |              |
| 1. Juli  | Tony Vilas                            | argentinischer Schauspieler                                                     | 69    |              |
| 1. Juli  | Harry Wasylyk                         | kanadischer Erfinder                                                            | 85    |              |
| 1. Juli  | Ján Zlocha                            | tschechoslowakischer Fußballspieler                                             | 71    |              |
| 2. Juli  | Roman Bengez                          | jugoslawisch-slowenischer Fußballspieler und -trainer                           | 49    |              |
| 2. Juli  | Anthony Gerard Bosco                  | US-amerikanischer Bischof                                                       | 85    |              |
| 2. Juli  | Douglas C. Engelbart                  | US-amerikanischer Computertechniker und Erfinder                                | 88    |              |
| 2. Juli  | Fausia von Ägypten                    | iranische Königin                                                               | 91    |              |
| 2. Juli  | Carlo Furlanis                        | italienischer Fußballspieler                                                    | 74    |              |
| 2. Juli  | Stojan Ganew                          | bulgarischer Politiker                                                          | 58    |              |
| 2. Juli  | Erich Greipl                          | deutscher Manager                                                               | 72    |              |
| 2. Juli  | Bengt Hallberg                        | schwedischer Jazzpianist und Komponist                                          | 80    |              |
| 2. Juli  | Toni Hochegger                        | österreichischer Pferdeartist                                                   | 80    |              |
| 2. Juli  | Sef Imkamp                            | niederländischer Politiker                                                      | 88    |              |
| 2. Juli  | Branko Medojević                      | jugoslawisch-serbischer Ökonom                                                  | 62    |              |
| 2. Juli  | Ulrich Middelmann                     | deutscher Manager                                                               | 68    |              |
| 2. Juli  | Theodore Reed                         | US-amerikanischer Zoologe und Zoodirektor                                       | 90    |              |
| 2. Juli  | Elisabeth Rohde                       | deutsche Archäologin                                                            | 97    |              |
| 2. Juli  | Gerhard Sendler                       | deutscher Geograph                                                              | 85    |              |
| 2. Juli  | Aldo Sinesio                          | italienischer Musikproduzent                                                    | 83    |              |
| 2. Juli  | Arlan Stangeland                      | US-amerikanischer Politiker                                                     | 83    |              |
| 2. Juli  | Harald Walther                        | deutscher Paläobotaniker                                                        | 84    | [ 2 ]        |
| 2. Juli  | Brigitta Weiss                        | deutsche Schriftstellerin                                                       | 64    |              |
| 3. Juli  | Karin Andersen                        | deutsche Schauspielerin                                                         | 85    |              |
| 3. Juli  | Claude Arabo                          | französischer Fechter                                                           | 75    |              |
| 3. Juli  | Vincenzo Cozzi                        | italienischer Bischof                                                           | 86    |              |
| 3. Juli  | Ryan T. Davis                         | US-amerikanischer Journalist                                                    | 34    |              |
| 3. Juli  | Gisela Fritsch                        | deutsche Schauspielerin und Synchronsprecherin                                  | 76    |              |
| 3. Juli  | Isak Gowaseb                          | namibischer Stammesführer und Politiker                                         | 65    |              |
| 3. Juli  | Lisa Kahn                             | deutsch-US-amerikanische Germanistin und Lyrikerin                              | 85    |              |
| 3. Juli  | Matti Kekkonen                        | finnischer Politiker                                                            | 84    |              |
| 3. Juli  | Frank Morriss                         | US-amerikanischer Filmeditor                                                    | 85    |              |
| 3. Juli  | Hartwig Piepenbrock                   | deutscher Unternehmer                                                           | 76    |              |
| 3. Juli  | Stella Rotenberg                      | österreichische Schriftstellerin und Lyrikerin                                  | 97    |              |
| 3. Juli  | PJ Torokvei                           | kanadischer Drehbuchautor                                                       | 62    |              |
| 3. Juli  | Radu Vasile                           | rumänischer Historiker und Politiker                                            | 70    |              |
| 3. Juli  | Bernard Vitet                         | französischer Jazzmusiker und Komponist                                         | 79    |              |
| 3. Juli  | Snoo Wilson                           | britischer Dramatiker                                                           | 64    |              |
| 4. Juli  | Javier Artiñano                       | spanischer Bühnen- und Kostümbildner                                            | 71    |              |
| 4. Juli  | Bernardine Bishop                     | britische Schriftstellerin                                                      | 73    |              |
| 4. Juli  | Renato Borsato                        | italienischer Maler                                                             | 85    |              |
| 4. Juli  | Jack Crompton                         | englischer Fußballspieler                                                       | 91    |              |
| 4. Juli  | Chester Harriott                      | britisch-jamaikanischer Pianist und Sänger                                      | 80    |              |
| 4. Juli  | Erich Kiesl                           | deutscher Politiker                                                             | 83    |              |
| 4. Juli  | Innocent Hilarion Lotocky             | ukrainischer Bischof                                                            | 97    |              |
| 4. Juli  | Jean-Jean Marcialis                   | französischer Fußballspieler                                                    | 76    |              |
| 4. Juli  | Iain McColl                           | britischer Schauspieler                                                         | 59    |              |
| 4. Juli  | William Nicolaro                      | kanadischer Bischof                                                             | 72    |              |
| 4. Juli  | Bernie Nolan                          | irische Sängerin und Schauspielerin                                             | 52    |              |
| 4. Juli  | Walter A. Oechsler                    | deutscher Wirtschaftswissenschaftler                                            | 65    |              |
| 4. Juli  | Leslie Rees                           | britischer Bischof                                                              | 94    |              |
| 4. Juli  | Robert L. Rutherford                  | US-amerikanischer General                                                       | 74    |              |
| 5. Juli  | Manfred Böhm                          | deutscher Physiker                                                              | 72    |              |
| 5. Juli  | David F. Cargo                        | US-amerikanischer Politiker                                                     | 84    |              |
| 5. Juli  | Ursula Daphi                          | deutsche Malerin                                                                | 90    |              |
| 5. Juli  | Douglas J. Dayton                     | US-amerikanischer Unternehmer                                                   | 88    |              |
| 5. Juli  | Curtis Harnack                        | US-amerikanischer Schriftsteller                                                | 86    |              |
| 5. Juli  | Paul Raabe                            | deutscher Literaturwissenschaftler und Bibliothekar                             | 86    |              |
| 5. Juli  | Otto Schoch                           | Schweizer Politiker                                                             | 78    |              |
| 5. Juli  | Albert Simon                          | französischer Journalist                                                        | 93    |              |
| 5. Juli  | Pepe Suero                            | spanischer Sänger und Musiker                                                   | 65    |              |
| 6. Juli  | Gebhard Bucher                        | deutscher Gastronom                                                             | 58    |              |
| 6. Juli  | Peter Görtz                           | deutscher Handballspieler                                                       | 66    |              |
| 6. Juli  | John Hightower                        | US-amerikanischer Museumsdirektor                                               | 80    |              |
| 6. Juli  | Juan Introini                         | uruguayischer Schriftsteller                                                    | 65    |              |
| 6. Juli  | Lo Hsing Han                          | birmanischer Drogenhändler                                                      | 80    |              |
| 6. Juli  | Isamu Kaneko                          | japanischer Softwareentwickler                                                  | 42    |              |
| 6. Juli  | Robert Linderholm                     | US-amerikanischer Amateurastronom                                               | 79    |              |
| 6. Juli  | Thomas F. Malone                      | US-amerikanischer Meteorologe                                                   | 96    |              |
| 6. Juli  | Leland Mitchell                       | US-amerikanischer Basketballspieler                                             | 72    |              |
| 6. Juli  | Arthur Rosenthal                      | US-amerikanischer Verleger                                                      | 93    |              |
| 6. Juli  | Hans Rössling                         | deutscher Opernsänger                                                           | 85    |              |
| 6. Juli  | Billy Spears                          | US-amerikanischer Countrymusiker                                                | 82    |              |
| 6. Juli  | Wolfgang Wittkowsky                   | deutscher Politiker                                                             | 79    |              |
| 7. Juli  | William Grant Black                   | US-amerikanischer Bischof                                                       | 93    |              |
| 7. Juli  | John Bockris                          | südafrikanisch-US-amerikanischer Chemiker                                       | 90    |              |
| 7. Juli  | Sudhakar Bokade                       | indischer Filmproduzent                                                         | 57    |              |
| 7. Juli  | Béla Buda                             | ungarischer Psychiater                                                          | 74    |              |
| 7. Juli  | Berna Carrasco                        | chilenische Schachspielerin                                                     | 98    |              |
| 7. Juli  | Joe Conley                            | US-amerikanischer Schauspieler                                                  | 85    |              |
| 7. Juli  | Martin Erhard                         | deutscher Eishockeyschiedsrichter                                               | 75    |              |
| 7. Juli  | Donald Jay Irwin                      | US-amerikanischer Politiker                                                     | 86    |              |
| 7. Juli  | Bernard Minoret                       | französischer Schriftsteller und Drehbuchautor                                  | 86    |              |
| 7. Juli  | François Xavier Nguyên Quang Sách     | vietnamesischer Bischof                                                         | 88    |              |
| 7. Juli  | Arnulf Pahlitzsch                     | deutscher Fußballspieler                                                        | 79    |              |
| 7. Juli  | Charles Quinn                         | US-amerikanischer Journalist                                                    | 82    |              |
| 7. Juli  | Claudiney Ramos                       | äquatorialguineisch-brasilianischer Fußballspieler                              | 33    |              |
| 7. Juli  | Charles Sowa                          | luxemburgischer Geher                                                           | 80    |              |
| 7. Juli  | Joan Stambaugh                        | US-amerikanische Philosophin und Übersetzerin                                   | 81    |              |
| 7. Juli  | Otto Stinglwagner                     | deutscher Politiker                                                             | 88    |              |
| 7. Juli  | Bernhard Weisgerber                   | deutscher Germanist, Sprachwissenschaftler und Sprachdidaktiker                 | 83    |              |
| 7. Juli  | Anna Wing                             | britische Schauspielerin                                                        | 98    |              |
| 8. Juli  | Albert De Hert                        | belgischer Fußballspieler                                                       | 91    |              |
| 8. Juli  | Theodor Dißmann                       | deutscher Mediziner                                                             | 82    | (PDF; 18 kB) |
| 8. Juli  | Otto Fichtner                         | deutscher Jurist, Sozial- und Verwaltungswissenschaftler                        | 84    |              |
| 8. Juli  | Friedrich Gräsel                      | deutscher Bildhauer                                                             | 86    |              |
| 8. Juli  | Robert L. Hardesty                    | US-amerikanischer Redenschreiber                                                | 82    |              |
| 8. Juli  | Dave Hickson                          | englischer Fußballspieler                                                       | 83    |              |
| 8. Juli  | James Loper                           | US-amerikanischer Manager                                                       | 81    |              |
| 8. Juli  | Edmund S. Morgan                      | US-amerikanischer Historiker                                                    | 97    |              |
| 8. Juli  | Joaquín Piña Batllevell               | argentinischer Bischof                                                          | 83    |              |
| 8. Juli  | Nadeschda Popowa                      | sowjetische Pilotin                                                             | 91    |              |
| 8. Juli  | Rubby Sherr                           | US-amerikanischer Physiker                                                      | 99    |              |
| 8. Juli  | Mena Schemm-Gregory                   | deutsche Paläontologin                                                          | 36    |              |
| 8. Juli  | Sabawi Ibrahim at-Tikriti             | irakischer Geheimdienstoffizier                                                 | 66    |              |
| 8. Juli  | Antonio Valjalo                       | chilenischer Fußballspieler                                                     | 87    |              |
| 8. Juli  | Brett Walker                          | US-amerikanischer Sänger und Musiker                                            | 51    |              |
| 9. Juli  | Achmednabi Achmednabijew              | dagestanischer Journalist                                                       | 54    |              |
| 9. Juli  | Anton Antonow-Owsejenko               | sowjetisch-russischer Historiker und Dissident                                  | 93    |              |
| 9. Juli  | Bass-T                                | deutscher DJ                                                                    | 34    |              |
| 9. Juli  | Willi Bergmeister                     | deutscher Automobilrennfahrer                                                   | 63    |              |
| 9. Juli  | Daniel Berry                          | australischer Behindertenfußballspieler                                         | 22    |              |
| 9. Juli  | Norman Braun                          | deutscher Soziologe                                                             | 53    |              |
| 9. Juli  | Guido Breña López                     | peruanischer Bischof                                                            | 82    |              |
| 9. Juli  | Markus Büchel                         | liechtensteinischer Politiker                                                   | 54    |              |
| 9. Juli  | Andrzej Czyżniewski                   | polnischer Fußballspieler                                                       | 59    |              |
| 9. Juli  | Kiril                                 | bulgarischer Bischof                                                            | 59    |              |
| 9. Juli  | Ric Klass                             | US-amerikanischer Regisseur und Drehbuchautor                                   | 67    |              |
| 9. Juli  | Lupo il Grande                        | Schweizer Fußballfan                                                            | 51    |              |
| 9. Juli  | Milena Milani                         | italienische Künstlerin, Autorin und Journalistin                               | 95    |              |
| 9. Juli  | Ada Neschke-Hentschke                 | deutsch-schweizerische Philosophiehistorikerin und Klassische Philologin        | 70    |              |
| 9. Juli  | Barbara Robinson                      | US-amerikanische Schriftstellerin                                               | 85    |              |
| 9. Juli  | Siegmund Heinrichs                    | deutscher Bildhauer                                                             | 85    | [ 3 ]        |
| 9. Juli  | Gaétan Soucy                          | kanadischer Schriftsteller und Hochschullehrer                                  | 54    |              |
| 9. Juli  | Carlos Tramútolo                      | uruguayischer Radsportler                                                       | 88    |              |
| 9. Juli  | Masao Yoshida                         | japanischer Ingenieur und Atomkraftwerksdirektor                                | 58    |              |
| 9. Juli  | Wolfgang Zöhrer                       | österreichischer Kunstpädagoge, Maler und Grafiker                              | 69    |              |
| 10. Juli | Colin Bennetts                        | britischer Bischof                                                              | 72    |              |
| 10. Juli | Gerhard Brandes                       | deutscher Bildhauer                                                             | 90    |              |
| 10. Juli | Philip Caldwell                       | US-amerikanischer Manager                                                       | 93    |              |
| 10. Juli | Carsten Carstens                      | deutscher Künstler                                                              | 71    |              |
| 10. Juli | Dieter Ehmann                         | deutscher Versicherungsmanager                                                  | 82    |              |
| 10. Juli | Günter Fromm                          | deutscher Marineoffizier                                                        | 88    |              |
| 10. Juli | Hanns Funk                            | deutscher Journalist                                                            | 73    |              |
| 10. Juli | Józef Gara                            | polnischer Schriftsteller und Dichter                                           | 84    |              |
| 10. Juli | Hermann Gründel                       | deutscher Diplomat                                                              | 81    |              |
| 10. Juli | Kemal Güven                           | türkischer Politiker                                                            | ~92   |              |
| 10. Juli | Ilan Halevi                           | französisch-israelischer Autor                                                  | 69    |              |
| 10. Juli | Charlotte Heinritz                    | deutsche Soziologin                                                             | 59    |              |
| 10. Juli | Ali İsmail Korkmaz                    | türkisches Gewaltopfer                                                          | 19    | [ 4 ]        |
| 10. Juli | Ana Emilia Lahitte                    | argentinische Schriftstellerin                                                  | 91    |              |
| 10. Juli | Walter Müller                         | Schweizer Bergsteiger und Bergführer                                            | 64    |              |
| 10. Juli | Alfredo Papo                          | spanischer Jazzkritiker                                                         | 91    |              |
| 10. Juli | Brigitta Terbeznik                    | deutsche Tischtennisspielerin                                                   | 77    |              |
| 10. Juli | André Verchuren                       | französischer Akkordeonist                                                      | 92    |              |
| 10. Juli | Alfred Waldis                         | Schweizer Museumsleiter                                                         | 93    |              |
| 11. Juli | Egbert Brieskorn                      | deutscher Mathematiker                                                          | 77    |              |
| 11. Juli | Leonardo Ferrel                       | bolivianischer Fußballspieler                                                   | 90    |              |
| 11. Juli | Bernhard Fritscher                    | deutscher Wissenschaftshistoriker                                               | 58    |              |
| 11. Juli | Sébastien Grall                       | französischer Regisseur                                                         | 59    |              |
| 11. Juli | Gottfried Greiffenhagen               | deutscher Dramaturg                                                             | 78    |              |
| 11. Juli | Dorothea Klieber                      | deutsche Ehrenamtlerin                                                          | 92    |              |
| 11. Juli | Max Mugler                            | deutscher Unternehmer                                                           | 81    |              |
| 11. Juli | Joachim Nawrocki                      | deutscher Journalist und Autor                                                  | 79    | (PDF; 13 kB) |
| 11. Juli | Hasso Niemann                         | US-amerikanischer Physiker                                                      | 80    |              |
| 11. Juli | Guy Provencher                        | kanadischer Schauspieler                                                        | 86    |              |
| 11. Juli | Toshi Seeger                          | US-amerikanische Musikproduzentin und -aktivistin                               | 91    |              |
| 11. Juli | Martin Wehrli                         | Schweizer Komponist                                                             | 56    |              |
| 11. Juli | Eugene P. Wilkinson                   | US-amerikanischer Marineoffizier                                                | 94    |              |
| 12. Juli | Mathieu Bénézet                       | französischer Dichter                                                           | 67    |              |
| 12. Juli | Hans Georg Bertram                    | deutscher Komponist und Organist                                                | 76    |              |
| 12. Juli | Amar G. Bose                          | US-amerikanischer Elektroingenieur und Unternehmer                              | 83    |              |
| 12. Juli | Robert Breare                         | britischer Unternehmer                                                          | 60    |              |
| 12. Juli | Ray Butt                              | britischer Fernsehproduzent                                                     | 78    |              |
| 12. Juli | Pratap Chitnis, Baron Chitnis         | britischer Politiker                                                            | 77    |              |
| 12. Juli | Eddie DeFacq                          | belgischer Klarinettist, Sänger und Songwriter                                  | 79    |              |
| 12. Juli | Hans Hachenberg                       | deutscher Karnevalist                                                           | 88    |              |
| 12. Juli | Lambert Messan                        | nigrischer Diplomat                                                             | 72    |              |
| 12. Juli | Elaine Morgan                         | britische Schriftstellerin und Drehbuchautorin                                  | 92    |              |
| 12. Juli | Sten Allan Olsson                     | schwedischer Unternehmer                                                        | 96    |              |
| 12. Juli | Thomas Ortner                         | österreichischer Journalist                                                     | 64    |              |
| 12. Juli | Elba Picó                             | argentinische Sängerin                                                          | 71    |              |
| 12. Juli | Pran                                  | indischer Schauspieler                                                          | 93    |              |
| 12. Juli | Werner Rothenburger                   | deutscher Wirtschaftswissenschaftler                                            | 78    |              |
| 12. Juli | Hans-Otto Schneegluth                 | deutscher Heimatforscher, Chronist und Gewerkschafter                           | 80    |              |
| 12. Juli | Wolf-Dieter Sick                      | deutscher Geograph                                                              | 88    |              |
| 12. Juli | Ulrik Spies                           | deutscher Komponist                                                             | 62    |              |
| 12. Juli | Jan Stejskal                          | tschechoslowakischer Politiker                                                  | 79    |              |
| 12. Juli | Takako Takahashi                      | japanische Schriftstellerin                                                     | 81    | [ 5 ]        |
| 12. Juli | Milorad Unković                       | jugoslawisch-serbischer Politiker und Ökonom                                    | 67    |              |
| 12. Juli | Bárbaro Alfredo Valdés-Cataneo        | kubanischer Musiker                                                             | 96    |              |
| 12. Juli | Alan Whicker                          | britischer Journalist und Fernsehmoderator                                      | 87    |              |
| 12. Juli | Michail Zwilling                      | russischer Linguist                                                             | 87    |              |
| 13. Juli | Bana                                  | kapverdischer Sänger                                                            | 81    |              |
| 13. Juli | Bertha K. Becker                      | brasilianische Geographin                                                       | 82    |              |
| 13. Juli | Horst W. Drescher                     | deutscher Anglist                                                               | 81    | (PDF; 91 kB) |
| 13. Juli | Hanno Edelmann                        | deutscher Maler, Grafiker und Bildhauer                                         | 89    | (PDF; 8 kB)  |
| 13. Juli | Douglas Feldman                       | US-amerikanischer Mörder                                                        | 55    |              |
| 13. Juli | Laurie Frink                          | US-amerikanische Trompeterin                                                    | 61    |              |
| 13. Juli | Leonard Garment                       | US-amerikanischer Jurist und Politikberater                                     | 89    |              |
| 13. Juli | Leslie Gilliat                        | britischer Filmproduzent                                                        | 96    |              |
| 13. Juli | Karoline Goldhofer-Prützel            | deutsche Unternehmerin                                                          | 89    |              |
| 13. Juli | Henri Julien                          | französischer Automobilrennfahrer und Teamchef                                  | 85    |              |
| 13. Juli | Inge Lange                            | deutsche Politikerin                                                            | 85    |              |
| 13. Juli | Walter Mathiak                        | deutscher Richter                                                               | 82    |              |
| 13. Juli | Cory Monteith                         | kanadischer Schauspieler                                                        | 31    |              |
| 13. Juli | George Paget, 7. Marquess of Anglesey | britischer Historiker und Politiker                                             | 90    |              |
| 13. Juli | Mona Røkke                            | norwegische Politikerin                                                         | 73    |              |
| 13. Juli | Marc Simont                           | US-amerikanischer Kinderbuchillustrator                                         | 97    |              |
| 14. Juli | Tonino Accolla                        | italienischer Schauspieler und Synchronsprecher                                 | 64    |              |
| 14. Juli | Herbert M. Allison                    | US-amerikanischer Banker                                                        | 69    |              |
| 14. Juli | Dennis Burkley                        | US-amerikanischer Schauspieler                                                  | 67    |              |
| 14. Juli | Flemming Hansen                       | dänischer Handballspieler                                                       | 64    |              |
| 14. Juli | Bernd Hofmann                         | deutscher Fußballspieler                                                        | 71    |              |
| 14. Juli | Thaddeus Joseph Jakubowski            | US-amerikanischer Bischof                                                       | 89    |              |
| 14. Juli | Curly Lewis                           | US-amerikanischer Western-Swing-Musiker                                         | 88    |              |
| 14. Juli | Frank Reinhold                        | deutscher Heimatforscher                                                        | 60    |              |
| 14. Juli | Saturnino Rustrián                    | guatemaltekischer Radrennfahrer                                                 | 70    |              |
| 14. Juli | Wladimir Sacharow                     | russischer Choreograph                                                          | 67    |              |
| 14. Juli | Hartmut Schulze-Boysen                | deutscher Diplomat                                                              | 91    |              |
| 14. Juli | Susan Taylor                          | britische Extremsportlerin und Philanthropin                                    | 34    |              |
| 14. Juli | Robert Walz                           | deutscher Fußballschiedsrichter                                                 | 71    |              |
| 14. Juli | Bill Warner                           | US-amerikanischer Motorradrennfahrer                                            | 44    |              |
| 14. Juli | Doris Weller                          | deutsche Malerin                                                                | 60    |              |
| 15. Juli | Hans Feddersen                        | namibischer Journalist                                                          | 63    |              |
| 15. Juli | Niko Kralj                            | slowenischer Designer                                                           | 91    |              |
| 15. Juli | Meskerem Legesse                      | äthiopische Leichtathletin                                                      | 26    |              |
| 15. Juli | Terje Mørkved                         | norwegischer Fußballspieler                                                     | 64    |              |
| 15. Juli | Ashton Springer                       | US-amerikanischer Musicalproduzent                                              | 82    |              |
| 15. Juli | Sebastião Vasconcelos                 | brasilianischer Schauspieler                                                    | 86    |              |
| 16. Juli | Robert Ackman                         | kanadischer Chemiker                                                            | 85    |              |
| 16. Juli | Nobuyuki Aihara                       | japanischer Turner                                                              | 78    |              |
| 16. Juli | Susanne Baus                          | österreichische Militärseelsorgerin                                             | 48    |              |
| 16. Juli | Todd Bennett                          | britischer Leichtathlet                                                         | 51    |              |
| 16. Juli | Marian Boyer                          | niederländische Schriftstellerin                                                | 59    |              |
| 16. Juli | Talia Castellano                      | US-amerikanische Kosmetik-Bloggerin                                             | 13    |              |
| 16. Juli | Alex Colville                         | kanadischer Maler                                                               | 92    |              |
| 16. Juli | Klaus Eyrich                          | deutscher Anästhesiologe                                                        | 85    |              |
| 16. Juli | Torbjørn Falkanger                    | norwegischer Skispringer                                                        | 85    |              |
| 16. Juli | T-Model Ford                          | US-amerikanischer Blues-Gitarrist, Sänger und Songwriter                        | ~94   |              |
| 16. Juli | Elmer T. Lee                          | US-amerikanischer Brennmeister                                                  | 93    |              |
| 16. Juli | Camilla Odhnoff                       | schwedische Politikerin                                                         | 85    |              |
| 16. Juli | Juri Wassiljewitsch Prochorow         | russischer Mathematiker                                                         | 83    |              |
| 16. Juli | Jacques Ramade                        | französischer Schauspieler                                                      | 84    |              |
| 16. Juli | Marv Rotblatt                         | US-amerikanischer Baseballspieler                                               | 85    |              |
| 16. Juli | Wilderich Graf von Spee-Mirbach       | deutscher Politiker                                                             | 86    |              |
| 17. Juli | Horst Saß                             | deutscher Fußballspieler, -trainer und Hochschullehrer                          | 79    |              |
| 17. Juli | Henri Alleg                           | französischer Schriftsteller                                                    | 91    |              |
| 17. Juli | Peter Appleyard                       | kanadischer Jazz-Vibraphonist                                                   | 84    |              |
| 17. Juli | Vincenzo Cerami                       | italienischer Schriftsteller                                                    | 72    |              |
| 17. Juli | Rolf Cizmek                           | Schweizer Jazzbassist                                                           | 76    |              |
| 17. Juli | David Collins                         | irischer Designer und Innenarchitekt                                            | 58    |              |
| 17. Juli | Adhemar Esquivel Kohenque             | bolivianischer Bischof                                                          | 84    |              |
| 17. Juli | Manfred Gebhardt                      | deutscher Journalist                                                            | 86    |              |
| 17. Juli | Ingo Krüger                           | deutscher Autor                                                                 | 71    | (PDF; 16 kB) |
| 17. Juli | Jack-Alain Léger                      | französischer Schriftsteller                                                    | 66    |              |
| 17. Juli | Briony McRoberts                      | britische Schauspielerin                                                        | 56    |              |
| 17. Juli | Ardavazt Terterian                    | armenischer Bischof                                                             | 83    |              |
| 17. Juli | Luis Ubiña                            | uruguayischer Fußballspieler                                                    | 73    |              |
| 18. Juli | Olivier Ameisen                       | französischer Kardiologe und Buchautor                                          | 60    |              |
| 18. Juli | Wolfgang Beeh                         | deutscher Kunsthistoriker und Museumsdirektor                                   | 87    |              |
| 18. Juli | Karl Czok                             | deutscher Historiker                                                            | 87    |              |
| 18. Juli | Odette Étienne                        | französische Sängerin                                                           | 85    |              |
| 18. Juli | Frank Geney                           | französischer Schauspieler                                                      | 34    |              |
| 18. Juli | Walter Haefeli                        | Schweizer Cellist                                                               | 95    |              |
| 18. Juli | Dietmar Katzy                         | deutscher Politiker                                                             | 78    |              |
| 18. Juli | Carline Ray                           | US-amerikanische Jazzmusikerin                                                  | 88    |              |
| 18. Juli | Florentinus Sului Hajang Hau          | indonesischer Erzbischof                                                        | 64    |              |
| 18. Juli | Władysław Marek Turski                | polnischer Informatiker                                                         | 74    |              |
| 18. Juli | Norman Sillman                        | britischer Bildhauer                                                            | 92    |              |
| 19. Juli | Steve Blailock                        | US-amerikanischer Blues- und Jazzgitarrist                                      | 69    | [ 6 ]        |
| 19. Juli | Richard Lucien Borg                   | deutscher Religionsvertreter und Geschäftsmann                                  | 56    |              |
| 19. Juli | Danielo Devaux                        | deutscher Schauspieler, Drehbuchautor, Regisseur und Produzent                  | 91    |              |
| 19. Juli | Leyla Erbil                           | türkische Schriftstellerin                                                      | 82    |              |
| 19. Juli | Johann-Dietrich Griemsmann            | deutscher Zeichner, Maler, Collagist, Bildhauer, Designer, Lyriker und Grafiker | 72    |              |
| 19. Juli | Ulla Mitzdorf                         | deutsche Medizinerin                                                            | 69    |              |
| 19. Juli | Bernhard Schnetzer                    | deutscher Maler und Grafiker                                                    | 75    |              |
| 19. Juli | Herbert Morgan                        | US-amerikanischer Jazz-Musiker                                                  | 83    |              |
| 19. Juli | Simon Ignatius Pimenta                | indischer Kardinal                                                              | 93    |              |
| 19. Juli | Poncie Ponce                          | US-amerikanischer Schauspieler                                                  | 80    |              |
| 19. Juli | Wilfred Proudfoot                     | britischer Politiker und Unternehmer                                            | 91    |              |
| 19. Juli | Horst Schuster                        | deutscher Typograf und Buchgestalter                                            | 83    |              |
| 19. Juli | Wolfgang Schwarz                      | deutscher Mathematiker                                                          | 79    |              |
| 19. Juli | Mel Smith                             | britischer Schauspieler                                                         | 60    |              |
| 19. Juli | Bert Trautmann                        | deutscher Fußballspieler                                                        | 89    |              |
| 19. Juli | Peter A. Ziegler                      | Schweizer Geologe                                                               | 84    |              |
| 20. Juli | John Casablancas                      | US-amerikanischer Unternehmer                                                   | 70    | [ 7 ]        |
| 20. Juli | Franco De Gemini                      | italienischer Mundharmonikaspieler                                              | 84    |              |
| 20. Juli | Vincenzo Di Benedetto                 | italienischer Klassischer Philologe                                             | 79    |              |
| 20. Juli | Pierre Fabre                          | französischer Chemiker und Unternehmer                                          | 87    |              |
| 20. Juli | Georgi Gurjanow                       | russischer Musiker                                                              | 52    |              |
| 20. Juli | Khurshed Alam Khan                    | indischer Politiker                                                             | 94    |              |
| 20. Juli | Al Kiger                              | US-amerikanischer Jazztrompeter                                                 | 81    |              |
| 20. Juli | Lothar Lang                           | deutscher Kunstkritiker                                                         | 85    |              |
| 20. Juli | Mark Mahowald                         | US-amerikanischer Mathematiker                                                  | 81    |              |
| 20. Juli | Patrick Moriau                        | belgischer Politiker                                                            | 62    |              |
| 20. Juli | David Spenser                         | britischer Schauspieler                                                         | 79    |              |
| 20. Juli | Alois Stacher                         | österreichischer Mediziner und Politiker                                        | 88    |              |
| 20. Juli | Helen Thomas                          | US-amerikanische Journalistin                                                   | 92    |              |
| 21. Juli | Martin Damus                          | deutscher Kunsthistoriker                                                       | 77    | [ 8 ]        |
| 21. Juli | Andrea Antonelli                      | italienischer Motorradrennfahrer                                                | 25    |              |
| 21. Juli | Ronnie Cutrone                        | US-amerikanischer Künstler                                                      | 65    |              |
| 21. Juli | Det de Beus                           | niederländische Hockeyspielerin                                                 | 55    |              |
| 21. Juli | Kathy Ceaton                          | britische Fernsehproduzentin und Schauspielerin                                 | 66    |              |
| 21. Juli | Georg Eichhorn                        | österreichischer Gastwirt und Verbandsfunktionär                                | 59    |              |
| 21. Juli | Sonny Gandee                          | US-amerikanischer Football-Spieler                                              | 84    |              |
| 21. Juli | Theo Herrmann                         | deutscher Psychologe und Hochschullehrer                                        | 84    |              |
| 21. Juli | Denys de La Patellière                | französischer Filmregisseur                                                     | 92    |              |
| 21. Juli | Alfred Läpple                         | deutscher Religionspädagoge                                                     | 98    |              |
| 21. Juli | Werner Linkner                        | deutscher Politiker                                                             | 84    | [ 9 ]        |
| 21. Juli | Heinz Meier                           | deutscher Schauspieler                                                          | 83    | [ 10 ]       |
| 21. Juli | Page Morton Black                     | US-amerikanische Sängerin                                                       | 97    |              |
| 21. Juli | Michel van der Plas                   | niederländischer Schriftsteller                                                 | 85    |              |
| 21. Juli | Ugo Riccarelli                        | italienischer Schriftsteller                                                    | 58    |              |
| 21. Juli | Lawrence Richardson Jr.               | US-amerikanischer Archäologe                                                    | 92    |              |
| 21. Juli | Rolf Schwendter                       | österreichischer Schriftsteller und Sozialwissenschaftler                       | 73    |              |
| 21. Juli | Jude Speyrer                          | US-amerikanischer Bischof                                                       | 84    |              |
| 21. Juli | Yōzō Ukita                            | japanischer Künstler, Pädagoge und Schriftsteller                               | 88    |              |
| 21. Juli | Rodney Wallace                        | US-amerikanischer American-Football-Spieler                                     | 64    |              |
| 21. Juli | Phil Woosnam                          | walisischer Fußballspieler und -funktionär                                      | 80    |              |
| 22. Juli | Jackie Denver                         | nordirischer Fußballspieler                                                     |       |              |
| 22. Juli | Myriam Acevedo                        | kubanische Schauspielerin                                                       | 85    |              |
| 22. Juli | Natalie de Blois                      | US-amerikanische Architektin                                                    | 92    |              |
| 22. Juli | Dennis Farina                         | US-amerikanischer Schauspieler                                                  | 69    |              |
| 22. Juli | Gigi Hines                            | US-amerikanische Bluessängerin                                                  | 76    |              |
| 22. Juli | Valérie Lang                          | französische Schauspielerin                                                     | 47    |              |
| 22. Juli | Klaus Lazarowicz                      | deutscher Theaterwissenschafter und Hochschullehrer                             | 93    |              |
| 22. Juli | Kåre Lunden                           | norwegischer Historiker                                                         | 83    |              |
| 22. Juli | Lawrie Reilly                         | schottischer Fußballspieler                                                     | 84    |              |
| 22. Juli | Ralf Scharf                           | deutscher Althistoriker                                                         | 54    |              |
| 22. Juli | Chandrika Prasad Srivastava           | indischer Jurist                                                                | 93    |              |
| 23. Juli | Rona Anderson                         | britische Schauspielerin                                                        | 86    |              |
| 23. Juli | Philipp Brucker                       | deutscher Politiker und Mundartdichter                                          | 88    |              |
| 23. Juli | Peter Burschel                        | deutscher Forstwissenschaftler                                                  | 85    |              |
| 23. Juli | Pauline Clarke                        | britische Autorin und Journalistin                                              | 92    |              |
| 23. Juli | Dominguinhos                          | brasilianischer Akkordeonist                                                    | 72    |              |
| 23. Juli | Georges Grenu                         | französischer Jazzmusiker                                                       | 88    |              |
| 23. Juli | Emile Griffith                        | US-amerikanischer Boxer                                                         | 75    |              |
| 23. Juli | Fernando Grillo                       | italienischer Kontrabassist und Komponist                                       | 68    |              |
| 23. Juli | Anne Kipp                             | deutsche Politikerin                                                            | 61    |              |
| 23. Juli | Mike Morwood                          | australischer Paläoanthropologe                                                 | 62    |              |
| 23. Juli | Hans-Dieter Müller                    | deutscher Ingenieur und Hochschullehrer                                         | 83    |              |
| 23. Juli | Jean Pede                             | belgischer Politiker                                                            | 86    |              |
| 23. Juli | Pierre Prouvost                       | französischer Politiker                                                         | 81    |              |
| 23. Juli | Michał Radgowski                      | polnischer Journalist                                                           | 83    |              |
| 23. Juli | Djalma Santos                         | brasilianischer Fußballspieler                                                  | 84    |              |
| 23. Juli | Bernhard Spellerberg                  | deutscher Politiker                                                             | 82    |              |
| 23. Juli | Hans Dierck Waller                    | deutscher Mediziner                                                             | 87    |              |
| 23. Juli | Arturo Yamasaki                       | peruanisch-mexikanischer Fußballschiedsrichter                                  | 84    |              |
| 24. Juli | Garry Davis                           | US-amerikanischer Aktivist                                                      | 91    |              |
| 24. Juli | Fred Dretske                          | US-amerikanischer Philosoph                                                     | 80    |              |
| 24. Juli | Virginia Johnson                      | US-amerikanische Sexualwissenschaftlerin                                        | 88    |              |
| 24. Juli | Umi Kalthum                           | malaysische Schauspielerin                                                      | 81    |              |
| 24. Juli | Pius Langa                            | südafrikanischer Richter                                                        | 74    |              |
| 24. Juli | Nikos Mamangakis                      | griechischer Komponist und Musiker                                              | 84    |              |
| 24. Juli | Chiwoniso Maraire                     | simbabwische Musikerin                                                          | 37    |              |
| 24. Juli | Adrian Shepherd                       | britischer Cellist                                                              | 74    |              |
| 24. Juli | Donald Symington                      | US-amerikanischer Schauspieler                                                  | 87    |              |
| 24. Juli | Hans-Dieter Taubert                   | deutscher Mediziner                                                             | 81    |              |
| 25. Juli | Bob Acri                              | US-amerikanischer Jazzpianist                                                   | 95    |              |
| 25. Juli | Steve Berrios                         | US-amerikanischer Jazzmusiker                                                   | 68    |              |
| 25. Juli | Mohamed Brahmi                        | tunesischer Politiker                                                           | 58    |              |
| 25. Juli | Walter De Maria                       | US-amerikanischer Künstler                                                      | 77    |              |
| 25. Juli | León Ferrari                          | argentinischer Künstler                                                         | 92    |              |
| 25. Juli | Hugh Esmor Huxley                     | britischer Biologe                                                              | 89    |              |
| 25. Juli | Barnaby Jack                          | neuseeländischer Hacker                                                         | 35    |              |
| 25. Juli | Bernadette Lafont                     | französische Schauspielerin                                                     | 74    |              |
| 25. Juli | Duilio Marzio                         | argentinischer Schauspieler                                                     | 89    |              |
| 25. Juli | Achim Niederberger                    | deutscher Unternehmer                                                           | 56    |              |
| 25. Juli | Hans Theo Rommerskirchen              | deutscher Verleger                                                              | 88    |              |
| 25. Juli | Kongar-ool Borissowitsch Ondar        | tuwinischer Obertonsänger                                                       | 51    |              |
| 25. Juli | Philip Welsford Richmond Russell      | südafrikanischer Erzbischof                                                     | 93    |              |
| 25. Juli | Lynn Snook                            | deutsche Autorin, Regisseurin, Übersetzerin und Bibliothekarin                  | 95    |              |
| 25. Juli | Zhu Naizheng                          | chinesischer Kalligraf                                                          | 77    |              |
| 26. Juli | Şəfiqə Axundova                       | aserbaidschanische Komponistin                                                  | 89    |              |
| 26. Juli | J. J. Cale                            | US-amerikanischer Musiker                                                       | 74    |              |
| 26. Juli | Marija Demidowa                       | russische Biathletin                                                            | 24    |              |
| 26. Juli | Harley Flanders                       | US-amerikanischer Mathematiker                                                  | 87    |              |
| 26. Juli | Leighton Gage                         | US-amerikanischer Schriftsteller                                                | 71    | [ 11 ]       |
| 26. Juli | Bellino Ghirard                       | französischer Bischof                                                           | 78    |              |
| 26. Juli | Rolf Haufs                            | deutscher Schriftsteller und Dichter                                            | 77    |              |
| 26. Juli | Rudi Kirchhoff                        | deutscher Radrennfahrer                                                         | 85    |              |
| 26. Juli | Klaus Kütemeier                       | deutscher Bildhauer                                                             | 73    |              |
| 26. Juli | Douglas Manley                        | jamaikanischer Politiker                                                        | 91    |              |
| 26. Juli | Peter McDermott                       | australischer Radrennfahrer                                                     | 68    |              |
| 26. Juli | Nikolai Melnik                        | sowjetischer Hubschrauberpilot                                                  | 59    |              |
| 26. Juli | George P. Mitchell                    | US-amerikanischer Ingenieur und Unternehmer                                     | 94    |              |
| 26. Juli | Klaus Möller                          | deutscher Autor, Produzent und Regisseur                                        | 61    |              |
| 26. Juli | Abdul-Salam al Musmari                | libyscher Rechtsanwalt und Politiker                                            |       |              |
| 26. Juli | Manfred F. Rajewsky                   | deutscher Biologe                                                               | 79    |              |
| 26. Juli | Hans-Henning von Sandrart             | deutscher General                                                               | 80    |              |
| 26. Juli | Christoph Scriba                      | deutscher Historiker                                                            | 83    |              |
| 26. Juli | Obaid Siddiqi                         | indischer Biologe                                                               | 81    |              |
| 26. Juli | Helmut Thrackl                        | österreichischer Banker                                                         | 72    |              |
| 26. Juli | Milan Trbojević                       | bosnischer Politiker                                                            | 69    |              |
| 26. Juli | Eva-Maria Voigt                       | deutsche Klassische Philologin                                                  | 92    |              |
| 27. Juli | Dorin Alicu                           | rumänischer provinzialrömischer Archäologe                                      | 64    |              |
| 27. Juli | Fernando Alonso Rayneri               | kubanischer Tänzer und Tanzlehrer                                               | 98    |              |
| 27. Juli | Lindy Boggs                           | US-amerikanische Politikerin                                                    | 97    |              |
| 27. Juli | Abdoulaye Sékou Camara                | malischer Fußballspieler                                                        | 27    |              |
| 27. Juli | Juanita Carberry                      | kenianische Schriftstellerin                                                    | 88    |              |
| 27. Juli | Theodor Dolezol                       | deutscher Autor                                                                 | 83    |              |
| 27. Juli | Mick Farren                           | britischer Sänger und Journalist                                                | 69    |              |
| 27. Juli | Walter Knauer                         | deutscher Politiker                                                             | 76    |              |
| 27. Juli | Kidd Kraddick                         | US-amerikanischer Radiomoderator                                                | 53    |              |
| 27. Juli | Suzanne Krull                         | US-amerikanische Schauspielerin                                                 | 47    |              |
| 27. Juli | Michel Lemoine                        | französischer Filmschauspieler und -regisseur                                   | 90    |              |
| 27. Juli | Santiago Santamaría                   | argentinischer Fußballspieler                                                   | 60    |              |
| 27. Juli | Ilja Segalowitsch                     | russischer Informatiker und Unternehmer                                         | 48    |              |
| 27. Juli | Peter Paul Speiser                    | Schweizer Pharmakologe und Hochschullehrer                                      | 92    |              |
| 27. Juli | Otto Trolldenier                      | deutscher Fußballspieler                                                        | 84    |              |
| 28. Juli | Mustafa Adrisi                        | ugandischer Politiker und Militäroffizier                                       |       |              |
| 28. Juli | Pedro Aicart                          | peruanischer Fußballspieler                                                     | 61    |              |
| 28. Juli | Eileen Brennan                        | US-amerikanische Schauspielerin                                                 | 80    |              |
| 28. Juli | Josef Heinrich Darchinger             | deutscher Fotograf                                                              | 87    |              |
| 28. Juli | Pierre Doussaint                      | französischer Choreograf                                                        | 55    |              |
| 28. Juli | Günther Drefahl                       | deutscher Chemiker und Politiker                                                | 91    |              |
| 28. Juli | George Kinzie Fitzsimons              | US-amerikanischer Bischof                                                       | 84    |              |
| 28. Juli | Rüdiger Kunz                          | österreichischer Ingenieur                                                      | 86    |              |
| 28. Juli | Rudolf Läderach                       | Schweizer Unternehmer                                                           | 84    |              |
| 28. Juli | Cleto Maule                           | italienischer Radrennfahrer                                                     | 82    |              |
| 28. Juli | Jagdish Raj                           | indischer Schauspieler                                                          | 85    |              |
| 28. Juli | John Reilly                           | US-amerikanischer Dokumentarfilmer                                              | 74    |              |
| 28. Juli | Rita Reys                             | niederländische Jazz-Sängerin                                                   | 88    |              |
| 28. Juli | William Scranton                      | US-amerikanischer Politiker                                                     | 96    |              |
| 28. Juli | Siegfried Seifert                     | deutscher Theologe, Kirchenarchivar und -historiker                             | 77    |              |
| 28. Juli | Wim Spit                              | niederländischer Gewerkschaftsfunktionär                                        | 89    |              |
| 28. Juli | Ersilio Tonini                        | italienischer Kardinal                                                          | 99    |              |
| 29. Juli | Ludwig Averkamp                       | deutscher Erzbischof                                                            | 86    |              |
| 29. Juli | Cristian Benítez                      | ecuadorianischer Fußballspieler                                                 | 27    |              |
| 29. Juli | Tony Gaze                             | australischer Kampfpilot und Rennfahrer                                         | 93    |              |
| 29. Juli | Gebhard Luiz                          | deutscher römisch-katholischer Geistlicher                                      | 99    |              |
| 29. Juli | Draga Matković                        | deutsche Pianistin                                                              | 105   |              |
| 29. Juli | Peter Minich                          | österreichischer Operettensänger                                                | 86    |              |
| 29. Juli | Mauritius Mittler                     | deutscher Geistlicher                                                           | 92    |              |
| 29. Juli | Willi Müser                           | deutscher Politiker                                                             | 84    |              |
| 29. Juli | Graciana Silva García                 | mexikanische Harfenistin und Sängerin                                           | 74    |              |
| 29. Juli | Gabriele Tomada                       | italienischer Politiker                                                         | 69    |              |
| 29. Juli | Jochen Wedegärtner                    | deutscher Drehbuchautor und Schriftsteller                                      | 70    |              |
| 29. Juli | Peter Ypma                            | niederländischer Jazz-Schlagzeuger                                              | 71    |              |
| 30. Juli | Guillermo Álvarez Guedes              | kubanischer Komiker und Autor                                                   | 86    |              |
| 30. Juli | Uwe Bahnsen                           | deutscher Autodesigner                                                          | 83    |              |
| 30. Juli | Berthold Beitz                        | deutscher Industrieller                                                         | 99    |              |
| 30. Juli | Robert N. Bellah                      | US-amerikanischer Soziologe                                                     | 86    |              |
| 30. Juli | Osvaldo Bonet                         | argentinischer Schauspieler                                                     | 94    |              |
| 30. Juli | Hans-Heinrich Bothe                   | deutscher Ingenieurwissenschaftler                                              | 57    |              |
| 30. Juli | Harry F. Byrd junior                  | US-amerikanischer Politiker                                                     | 98    |              |
| 30. Juli | Hugo Fahrner                          | Schweizer Politiker                                                             | 82    |              |
| 30. Juli | David Keirsey                         | US-amerikanischer Psychologe                                                    | 91    |              |
| 30. Juli | Matti Konttinen                       | finnischer Jazzmusiker, Musikjournalist und Musikproduzent                      | 75    |              |
| 30. Juli | Eberhard Lilienthal                   | deutscher Stadtplaner und Architekt                                             | 90    | [ 12 ]       |
| 30. Juli | Lutz Protze                           | deutscher Alpinist und Bergfilmer                                               | 71    |              |
| 30. Juli | Antoni Ramallets                      | spanischer Fußballspieler                                                       | 89    |              |
| 30. Juli | Billy Root                            | US-amerikanischer Jazz-Saxophonist                                              | 79    |              |
| 30. Juli | Ossie Schectman                       | US-amerikanischer Basketballspieler                                             | 94    |              |
| 30. Juli | Takeuchi Minoru                       | japanischer Sinologe                                                            | 90    |              |
| 30. Juli | Antonio Vidal Fernández               | kubanischer Maler                                                               | 85    |              |
| 30. Juli | Reginald Harland                      | britischer Offizier                                                             | 93    |              |
| 30. Juli | Fabienne Vonier                       | französische Filmproduzentin                                                    | 66    |              |
| 31. Juli | James McGregor                        | US-amerikanischer Basketballtrainer                                             | 91    |              |
| 31. Juli | Michael Ansara                        | US-amerikanischer Schauspieler                                                  | 91    |              |
| 31. Juli | Michel Donnet                         | belgischer General                                                              | 96    |              |
| 31. Juli | Willi Hüglin                          | deutscher Politiker                                                             | 87    |              |
| 31. Juli | Malamini Jobarteh                     | gambischer Musiker                                                              | ≈73   |              |
| 31. Juli | Jean Madiran                          | französischer Journalist und Essayist                                           | 93    |              |
| 31. Juli | Antonio Moreno                        | chilenischer Erzbischof                                                         | 86    |              |
| 31. Juli | Jorge Sclavo                          | uruguayischer Humorist und Schriftsteller                                       | 76    |              |
| 31. Juli | Oliver Simon                          | deutscher Sänger                                                                | 56    |              |
| 31. Juli | Alvis Wayne                           | US-amerikanischer Rockabilly-Sänger                                             | 75    |              |
|          | Joy Onaolapo                          | nigerianische Gewichtheberin                                                    | 30    |              |